# 目黒区立大鳥中学校
目黒区立大鳥中学校（めぐろくりつ おおとりちゅうがっこう）は、東京都目黒区下目黒に所在する区立中学校である。

## 概要
2021年現在、第1学級が5学級、第2、第3学年が4学級ずつ、特別支援学級が3学級の計16学級が存在する。校章は統合前に三中・四中双方の生徒からの公募により決定した。
校名は、大鳥神社に近接していることや、明るい未来に向かって羽ばたいていくイメージが新校の名称としてふさわしいとしてつけられた。
校歌の歌詞も生徒からの応募作品を参考に作詞し、作曲は三中出身で音楽家の小川智之も協力した。

## 教育目標
「人間尊重の精神を基盤とし、国際社会で大きく羽ばたく生徒を育成する。」

## 沿革
- 2015年（平成27年）4月 - 第三中学校と第四中学校が統合し開校。

## 学区
目黒二丁目全域、目黒三丁目全域、下目黒一丁目全域、下目黒二丁目全域、下目黒三丁目全域、中目黒四丁目7から10番、三田一丁目全域、三田二丁目全域、目黒一丁目全域、目黒四丁目、中町一丁目、下目黒四丁目全域、下目黒五丁目全域、下目黒六丁目全域、目黒本町一丁目全域

## アクセス
- 目黒駅 - JR東日本山手線・東急目黒線・東京メトロ南北線・都営地下鉄三田線
- 大鳥神社前バス停 - 東急バス 黒01・黒02・黒06・黒07・黒09・東98・渋41・渋72系統

## 進学前小学校
- 目黒区立下目黒小学校
- 目黒区立田道小学校
- 目黒区立油面小学校
- 目黒区立不動小学校[3]